# Football Club Saxan Gagauz Yeri
Maillots
Le Football Club Saxan Gagauz Yeri (en gagaouze : Saksan Gagauz Yeri Futbol Kulübü, et en russe : Футбольный клуб Саксан Гагауз Ери), plus couramment abrégé en Saxan Gagauz Yeri, est un ancien club moldave de football fondé en 2010 et disparu en 2019, et basé dans la ville de Ceadîr-Lunga, en Gagaouzie.

## Histoire
En 2025 le club gagne les play-offs en deuxième division et est promu en première division moldave, il fusionne avant la saison 2025-2026 avec le FC Politehnica Chișinău et évolue sous le nom FC Politehnica UTM.

## Bilan sportif

### Palmarès
| Compétitions nationales |
| --- |
| - Championnat de Moldavie de deuxième division (1) : - Champion : 2013-2014. - Championnat de Moldavie de troisième division (1) : - Champion : 2010-2011. |

### Bilan européen
Note : dans les résultats ci-dessous, le score du club est toujours donné en premier
| Saison    | Compétition  | Tour           | Club             | Domicile | Extérieur | Total |
| --------- | ------------ | -------------- | ---------------- | -------- | --------- | ----- |
| 2015-2016 | Ligue Europa | Premier tour Q | Apollon Limassol | 0 - 2    | 0 - 2     | 0 - 4 |

Légende
- Victoire ou qualification pour le tour suivant
- Match nul
- Défaite ou élimination de la compétition

## Personnalités du club

### Présidents
- Gregori Kadine

### Entraîneurs
- Ivan Tabanov
- Vlad Goian